# 蒂洛·施特拉科夫斯基
蒂洛·施特拉科夫斯基（德語：Thilo Stralkowski，1987年5月2日—），德国男子曲棍球运动员。他曾代表德国国家队参加2012年夏季奥林匹克运动会曲棍球比赛，获得一枚金牌。